# Slawenoserbisch
Slawenoserbisch war eine archaisierende russisch-serbische Schriftsprache, die im 18. Jh. von österreichisch-ungarischen Serben um Wien, Budapest und Novi Sad geschrieben wurde. Sie ist ein Vorgänger der modernen serbischen Sprache und währte ungefähr von der Schriftreform Peters des Großen Anfang des 18. Jh. bis zu jener Vuk Karadžićs Anfang des 19. Jahrhunderts. Slawenoserbisch war russisch beeinflusst und unterschied sich deutlich von der serbischen Volkssprache, in der damals nur wenige Autoren wie Dositej Obradović schrieben.

## Geschichte
Die Sprachsituation in der Slavia Orthodoxa war bis ins 18. Jahrhundert eine klassische Diglossiesituation, wie etwa auch beim Lateinischen und Italienischen. Die traditionelle Hochsprache war Kirchenslawisch, das zuletzt durch Konstantin den Philosophen reformiert worden war und in lokalen Redaktionen (serbisch, kroatisch, bulgarisch, wallachisch, russisch) geschrieben wurde. Ihr standen Dialekte der serbokroatischen (illyrischen) Volkssprache gegenüber, die Sprachpuristen als unrein und nicht literaturwürdig ansahen, obwohl es seit der Aufklärung auch in anderen Sprachen einen Gegentrend zur Volkssprache gab.
Diese Situation galt auch für die Serben im Habsburgerreich (Österreich, Ungarn, Slawonien): Hier wurde jedoch als Hochsprache nicht das ursprüngliche Serbisch-Kirchenslawische verwendet, sondern das am stärksten normierte und seit Peter dem Großen prestigeträchtigste Russisch-Kirchenslawische. Die kyrillische Schrift war im Habsburgerreich zeitweise verboten, und viele Druckereien konnten schon aus technischen Gründen keine Texte in kyrillischer Schrift drucken. Aus diesem Grund wandte man sich 1721 an das Russische Reich, welches der Bitte nach Unterstützung nachkam. Die russische Synode entsandte Maxim Suworow als Lehrer nach Sremski Karlovci, dem damaligen Sitz der serbischen Kirche. Eine Fraktion aus meist älteren Geistlichen und Mönchen widersetzte sich der Russifizierung des Kirchenslawischen. In serbischen Grundschulen wurden russische Fibeln verwendet (die "kleine Moskauer" und "große Kiewer" Fibel), die stark von der Volkssprache abwichen. Bei der Theresianischen Unterrichtsreform 1774 verwirklichte das Habsburgerreich staatliche serbische (illyrische) und rumänische (wallachische) Trivialschulen im Temesvarer Banat, für die Zacharias Orphelin Fibeln nach dem bürgerlichen Alphabet entwarf.
Das Slawenoserbische war allerdings nur bedingt geeignet, in bestimmten nichtreligiösen Domänen des gesellschaftlichen Lebens wie Presse oder Belletristik eingesetzt zu werden. Es war eine Mischsprache aus Kirchenslawisch, Serbokroatisch und Russisch.
Der Romantiker Vuk Karadžić lehnte das Slawenoserbische als künstlich und schwer verständlich ab und bevorzugte stattdessen die (serbo-kroatische) Volkssprache, so dass er im 19. Jahrhundert die moderne serbische Schriftsprache getreu Adelungs Motto „Schreibe, wie du sprichst“ auf einem rein phonetischen Alphabet aufbaute, wodurch das Kirchenslawische und Slawenoserbische rasch untergingen.